# Syntormon filiger
Syntormon filiger är en tvåvingeart som beskrevs av George Henry Verrall 1912. Syntormon filiger ingår i släktet Syntormon och familjen styltflugor. Enligt den finländska rödlistan är arten starkt hotad i Finland. Arten är reproducerande i Sverige. Artens livsmiljö är strandängar vid Östersjön. Inga underarter finns listade i Catalogue of Life.